# Terra del Nord

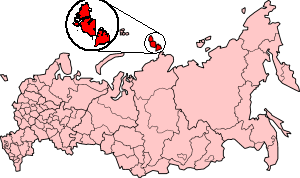
Situació de la Terra del Nord a Rússia.

La Terra del Nord (en rus, Се́верная Земля́, Sèvernaia Zemlià) és un arxipèlag rus de l'Àrtida, a 80° 00′ N i 100° 00′ E. Està situat al nord de Sibèria, prop de la península de Taimir, de la qual està separada per l'estret de Vilkitski, entre els mars de Kara a l'oest i Làptev a l'est. La Terra del Nord es va descobrir el 1913 i no es va cartografiar fins al 1933, amb la qual cosa ha estat l'últim arxipèlag de la terra que ha estat descobert. Administrativament, pertany al krai de Krasnoiarsk.
L'arxipèlag està format per quatre illes grans (Revolució d'Octubre, Bolxevic, Komsomólets i Pioner) i al voltant de 10 de menors, que ocupen una superfície total d'uns 37.000 km². Aproximadament, un 50% de les illes està cobert per glaceres que arriben fins al mar; a les parts lliures de gel, la terra és desèrtica o bé coberta amb vegetació típica de la tundra.
La glacera més gran de la Federació de Rússia, l'Acadèmia de Ciències Glacial, es troba a Terra del Nord (Sèvernaia Zemliá). L'arxipèlag també és notable en relació amb l'actual declivi pluriennal del gel de la mar Àrtica. Fins fa poc, el gel s'unia a les illes a Euràsia, fins i tot en la seva menor mesura durant la temporada de fusió de finals d'estiu, bloquejant el Pas del Nord-est entre l'Atlàntic i el Pacífic. A la fi de l'estiu de 2012, no obstant això, el gel permanent havia aconseguit un nivell rècord i l'aigua oberta va aparèixer al sud de l'arxipèlag.
- Illa de la Revolució d'Octubre (oстров Октябрьской Революции, óstrov Oktiàbrskoi Revoliútsii), la més gran del grup, situada a la part central; té 14.170 km²; màxima altitud: mont Karpinski (965 m).
- Illa Bolxevic (остров Большевик, óstrov Bolxevik), la més meridional de les illes majors; té 11.312 km²; màxima altitud: 935 m; hi ha la base àrtica Prima.
- Illa Komsomólets (остров Комсомолец, óstrov Komsomólets), la més septentrional de les illes majors; té 9.006 km²; màxima altitud: 780 m.
- Illa Pioner (остров Пионер, óstrov Pioner), la darrera de les illes majors, situada a l'oest de les illes Komsomólets i la Revolució d'Octubre; té 1.527 km².
- Illa Schmidt (oстров Шмидта, óstrov Xmidta), al nord-oest de Komsomólets; té 467 km².
- Altres illes: 
  - Mali Taimir (oстров Малый Таймыр, óstrov Mali Taimir), a l'extrem sud-est de l'arxipèlag; té 232 km².
  - L'arxipèlag Sedov (архипелаг Седов, arkhipelag Sedov), a l'oest de l'illa de la Revolució d'Octubre. Està format per sis illes: Sredni, Golomianni, Domaixni, Figurni, Vostotxni i Smàilovitx. L'estació meteorològica de Golomianni, a l'extrem occidental de Sredni, funciona des del 1954.
  - Bolxoi o "illa Gran" (oстров Большой, óstrov Bolxoi), al sud de l'illa de la Revolució d'Octubre.
  - Vostotxni o "illa Oriental" (oстров Востoчный, óstrov Vostotxni), al sud de l'illa Bolxevic.

## Clima
La Terra del Nord és freda i seca tot al llarg de l'any, amb una temperatura mitjana de -16 °C i una precipitació mitjana anual d'entre 200 a 500 litres, amb cels generalment coberts. Les temperatures van dels -29 °C de mitjana al febrer a entre 0 i 2 °C al juliol. A l'arxipèlag es donen grans fluctuacions de temperatura durant els mesos d'hivern, ja que l'activitat ciclònica de baixes pressions originada a l'Atlàntic Nord continua per l'Àrtic i hi ocasiona precipitacions i temperatures més altes. Aquests ciclons són bastant comuns al setembre i octubre, que és quan es produeix el 30% de les precipitacions anuals. No és estrany que nevi a l'estiu, ja que les temperatures fluctuen entorn dels 0 °C, tot i que també s'hi donen temperatures més altres quan arriben masses d'aire temperat del nord de Sibèria.

## Flora i fauna

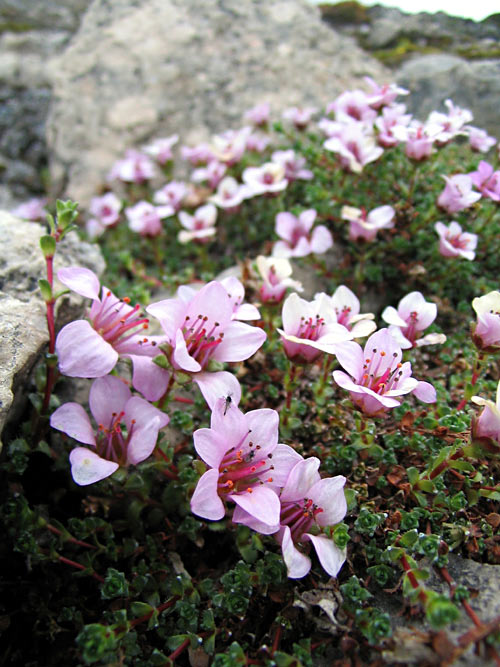
La Saxifraga oppositifolia), una planta comuna a l'Àrtic, també es troba a la Terra del Nord.

La Terra del Nord és un desert polar amb vegetació escassa i permagel d'uns 50 cm de gruix com a mínim. Les poques plantes vasculars que s'hi troben inclouen espècies de Cerastium i Saxifraga. Entre les no vasculars, espècies de molses dels gèneres Detrichum, Dicranum, Pogonatum, Sanionia, Bryum, Orthothecium i Tortura, i líquens dels gèneres Cetraria, Thamnolia, Cetraria, Cornicularia, Lecidea, Ochrolechia i Parmelia.

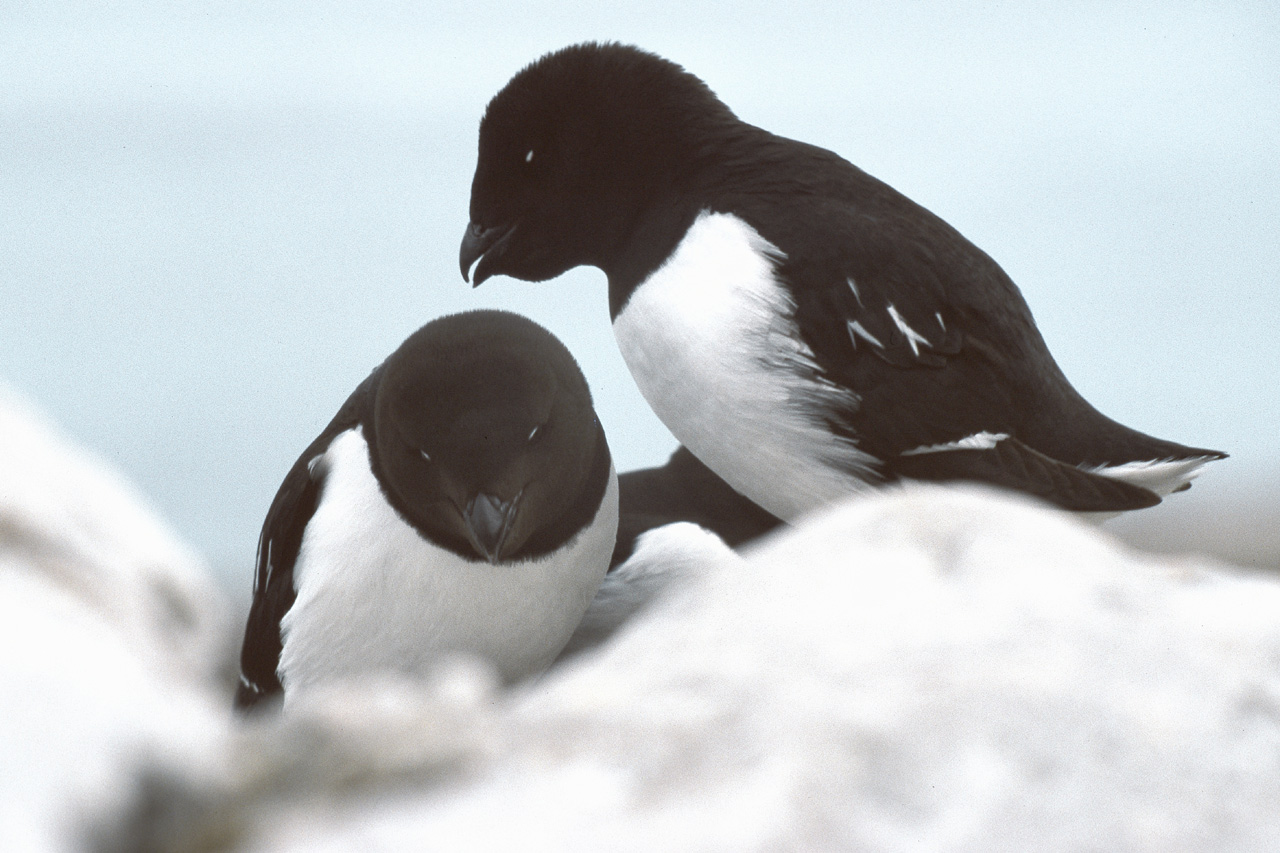
La Terra del Nord és el punt més oriental de la cadena alimentària del gavotí (Alle Alle).

Segons un informe fet a partir de les observacions de De Korte, Volkov i Gavrilo, a la Terra del Nord s'hi han observat 32 espècies d'ocells, 17 de les quals se sap que s'alimenten a les illes. Vuit d'aquestes espècies es troben per tot l'arxipèlag; són cinc espècies d'ocells marins: el gavotí (Alle alle), la gavineta (Rissa tridactyla), el somorgollaire alablanc (Cepphus grylle), la gavina d'ivori (Pagophila eburnea) i el gavinot hiperbori (Larus hyperboreus); i tres espècies d'ocells de la tundra: el sit blanc (Plectrophenax nivalis), el territ fosc (Calidris maritima) i l'oca de collar (Branta bernicla).
El mamífer més comú de la Terra del Nord és el lèmming de collar àrtic (Dicrostonyx torquatus), que és present a les tres illes majors, i en alguns indrets se n'ha observat una densitat de 500 per km². Se sap que la guineu àrtica (Vulpes lagopus) també hi fa el cau, ja que se n'han vist uns quants centenars a la dècada del 1980. Altres mamífers que s'hi han vist ocasionalment són el llop (Canis lupus), l'ermini (Mustela erminea), la llebre àrtica (Lepus timidus) i el caribú (Rangifer tarandus).

## Història

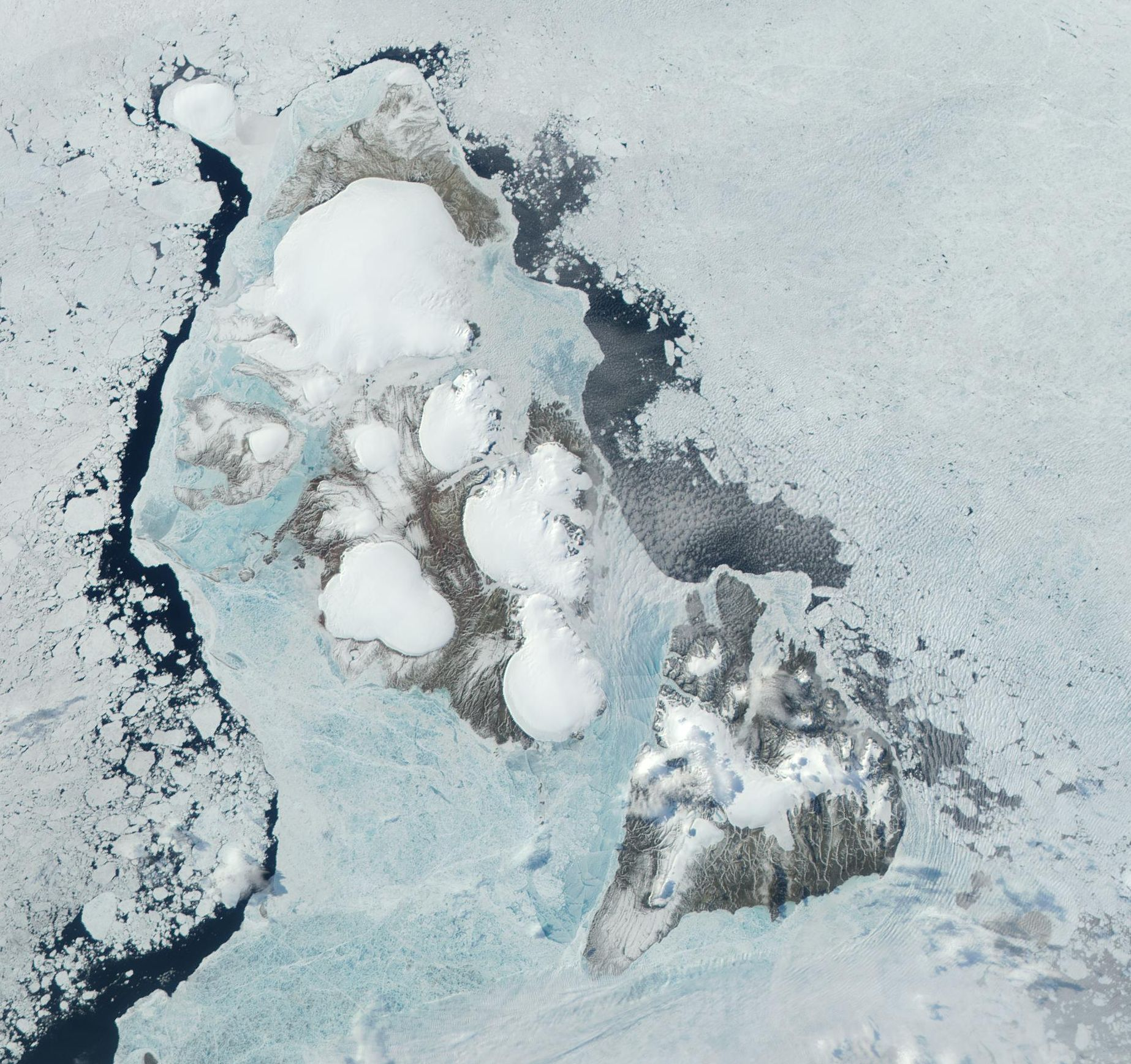
Imatge de satèl·lit de la Terra del Nord, cortesia de la NASA.

Tot i que no és gaire lluny de la costa septentrional de Rússia, la Terra del Nord no fou descoberta oficialment fins al segle xx, si bé exploradors anteriors informen d'una massa de terra per aquella regió; especialment significatius són els informes de Matvei Hedenstrom i Iàkov Sanníkov del 1810, quan exploraven les illes de Nova Sibèria.
Més tard en el segle xix, Adolf Erik Nordenskiöld durant l'expedició Vega va navegar molt a prop d'aquesta terra el 1878, però no la va veure. El 1882, l'explorador de l'Àrtida danès i oficial naval Andreas Peter Hovgaard, líder de l'expedició Dijmphna es va fixar l'objectiu de descobrir la terra al nord del Cap Txeliüskin i explorar els límits desconeguts del nord-est de la mar de Kara. No obstant això, a Hovgaard se li va impedir complir els seus objectius després d'haver quedat atrapat en gel gruixut, i la seva expedició no va poder arribar ni a les costes de la Península de Taimir. Fins a la fi del segle xix, tant l'expedició Fram de Nansen de 1895 com l'expedició polar russa d'Eduard Toll de 1900–02 en el vaixell Zarya no van observar cap rastre de terra al nord de l'estret de 55 milles entre la mar de Kara i la mar de Laptev que van navegar.

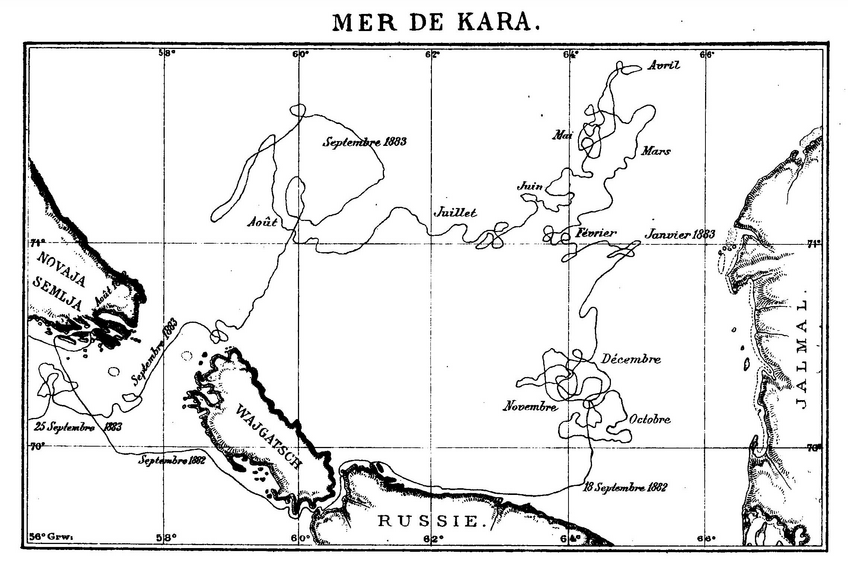
Mapa de la deriva de la Mar de Kara del vaixell de vapor Dijmphna el 1882–83. Aquesta empresa hauria descobert la terra ara coneguda com Terra del Nord' si hagués tingut èxit.
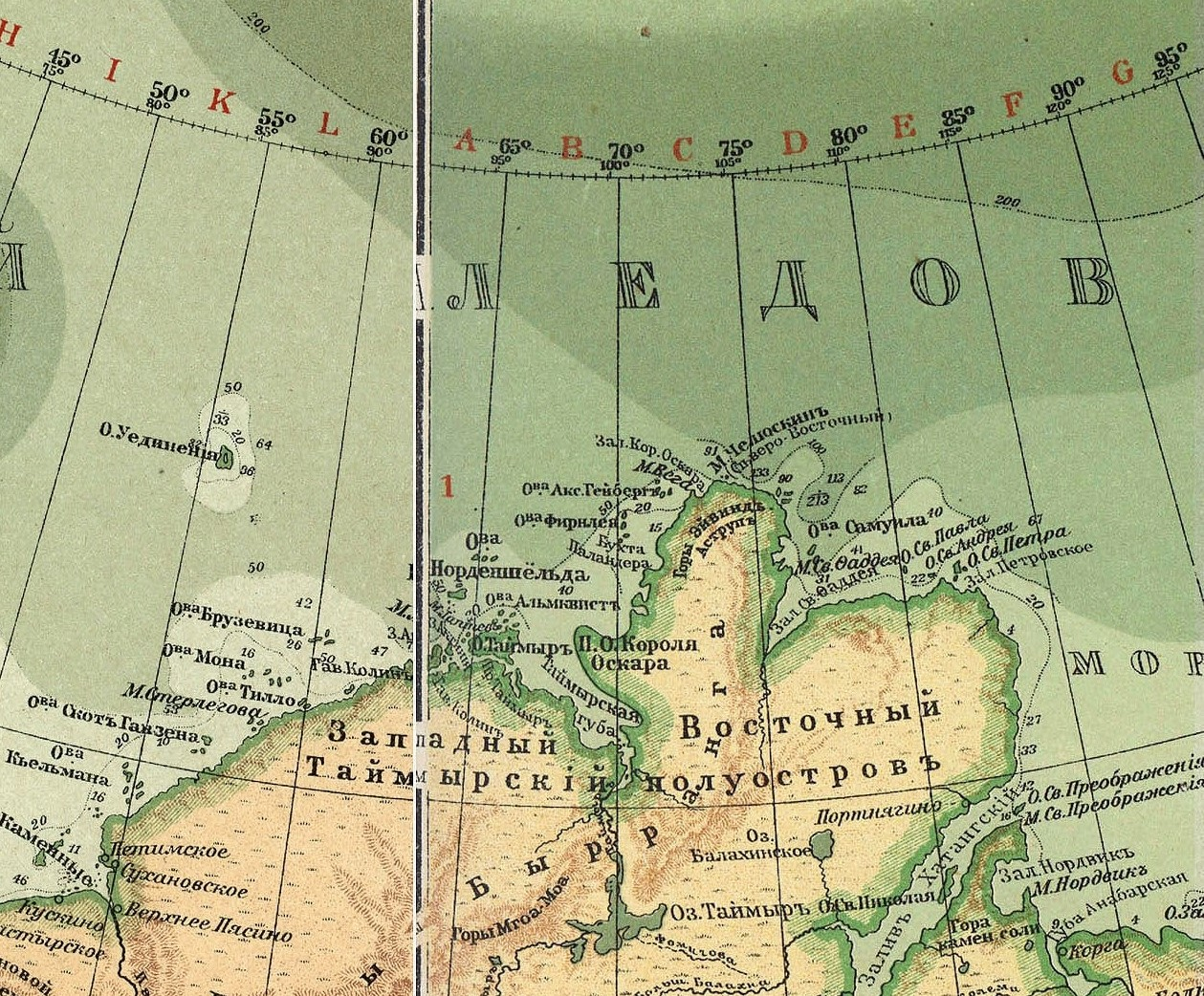
secció del mapa de la governació de Ieniseisk el 1902 amb l'oceà en el lloc de l'arxipèlag

Empresonada entre el glaç de l'oceà Àrtic, la Terra del Nord no fou descoberta fins a l'expedició dels vaixells trencagels Taimir i Vaigatx dels anys 1913-1915, en un viatge comandat per Borís Vilkitski per explorar la ruta del Pas del Nord-est. El principal organitzador i primer capità del Vaygach va ser l'oficial Aleksandr Koltxak de la Marina Russa Imperial. L'expedició, finançada privadament, va ser llançada el 1910 i dirigida per Boris Vilkitsky en nom del Servei Hidrogràfic Rus. El 22 d'agost del 1913 (3 de setembre segons el calendari gregorià), l'expedició va plantar la bandera russa sobre el que es pensaven que era una sola illa i la van anomenar "Terra de Nicolau II" en honor del tsar regnant aleshores.

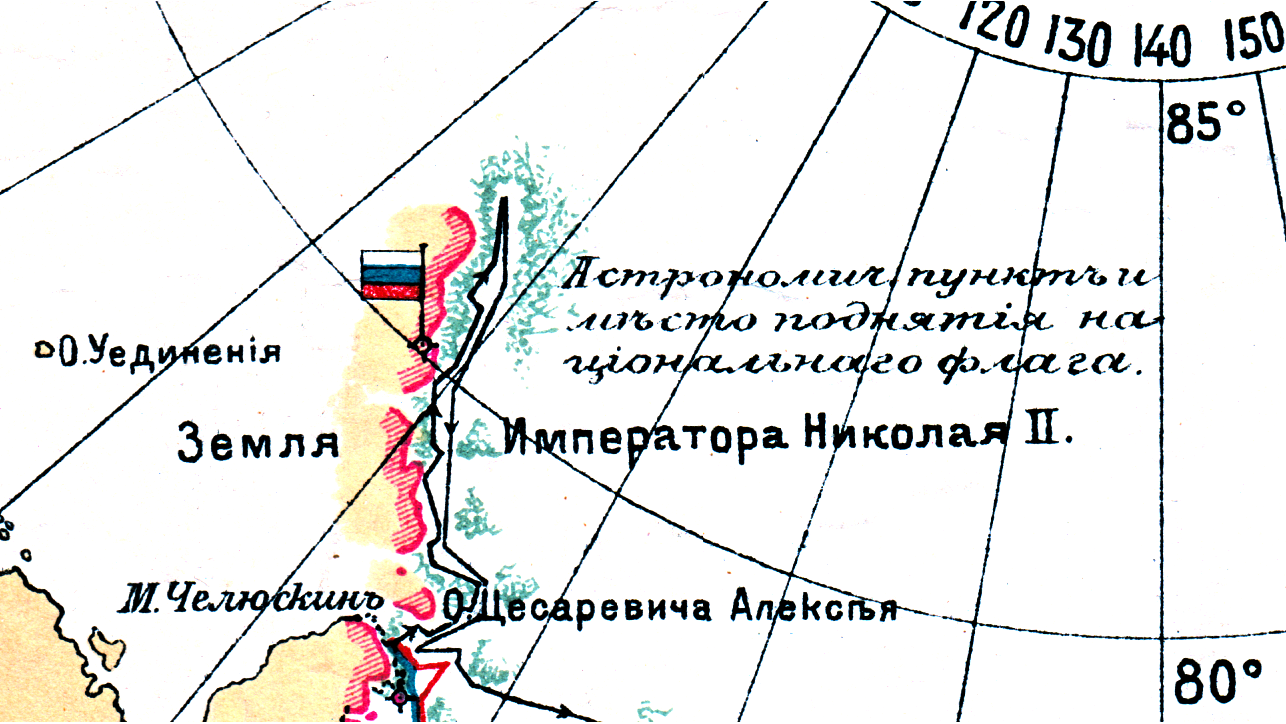
Secció del mapa de l'Expedició Hidrogràfica de l'Oceà Àrtic de 1913 que mostra una costa occidental indefinida.
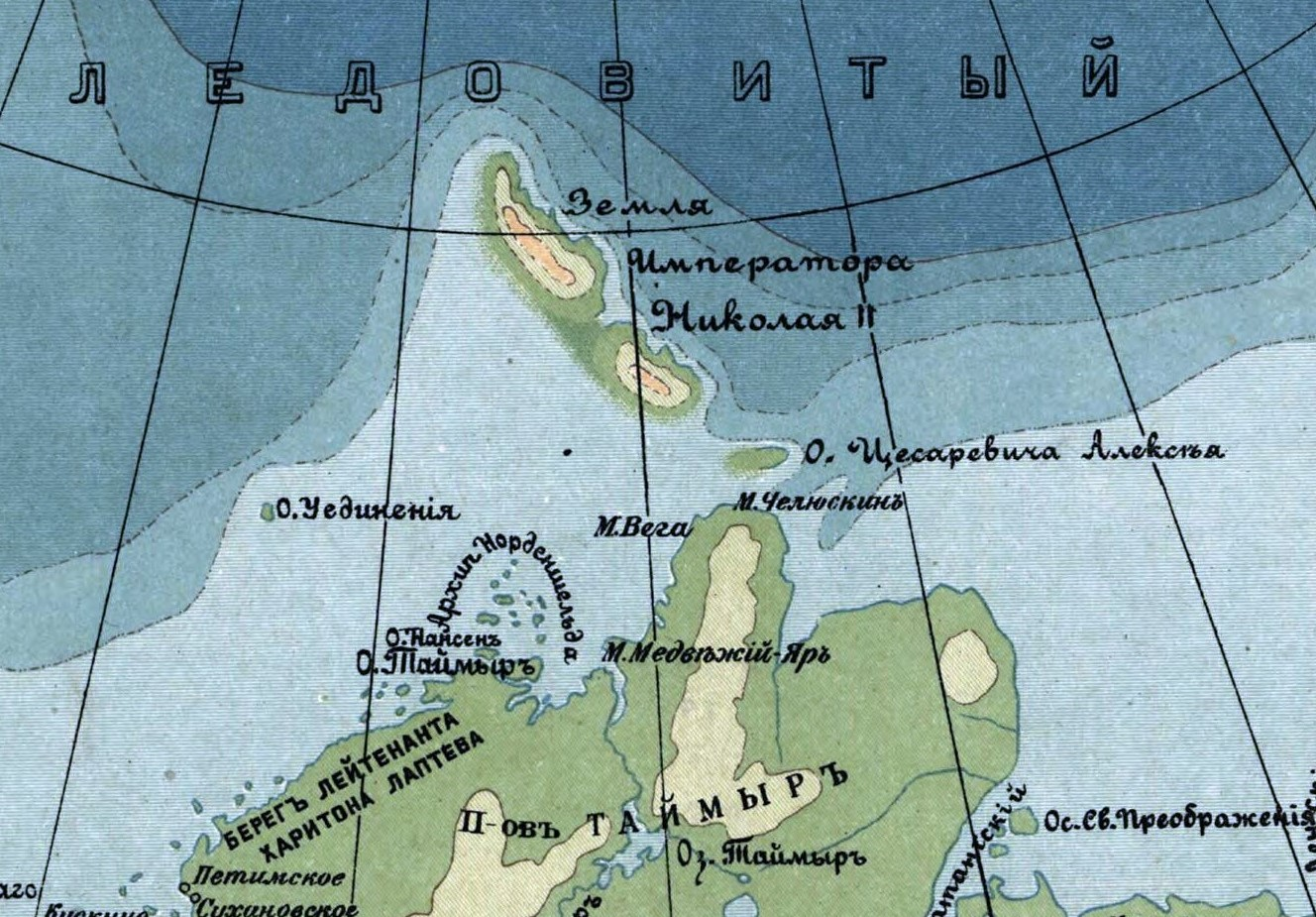
Mapa de 1915 de l'Imperi rus. En aquest moment es creia que l'arxipèlag formava una sola massa terrestre.
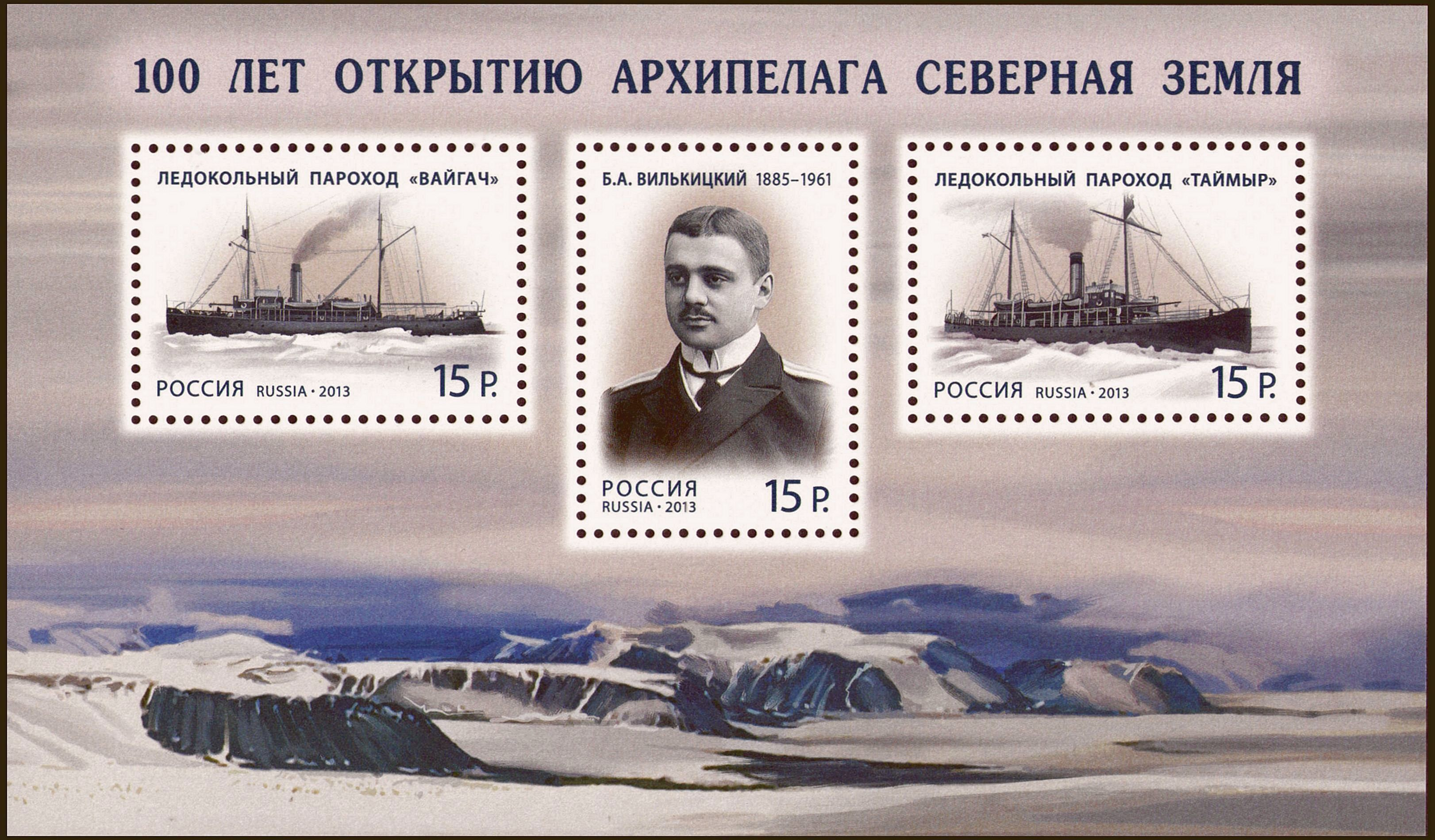
Segell rus 2013 amb Boris Vilkitsky, els seus vaixells i el paisatge de la zona - dedicat al centenari del descobriment de Terra del Nord.

El 1926, el Presídium del Comitè Executiu Central de l'URSS va canviar de nom la terra encara sense explorar Sèvernaia Zemlià. El maig de 1928, Umberto Nobile i la seva tripulació en l'Airship Itàlia van intentar sobrevolar les illes, però condicions climàtiques adverses els van obligar a girar cap al sud a una o dues hores de veure la costa de l'arxipèlag. El nom actual de "Terra del Nord" data del 1928.
La primavera de 1931, Georgy Uixàkov, acompanyat pel geòleg Nikolai Urvantsev, el veterà inspector Serguei Zhuravlev, i el radiooperador Vasili Khodov, van explorar a fons Sèvernaia Zemlià durant una expedició de dos anys a l'arxipèlag. Uixàkov i el seu equip van establir una petita base a Golomianni, l'extrem occidental de l'illa de Sredniy, enfront de la costa occidental de l'illa de Revolució d'octubre. A partir d'aquí van fer múltiples visites d'inspecció a l'interior i a les costes de les illes més grans. El primer mapa detallat dibuixat pels cartògrafs de l'expedició va mostrar Terra del Nord dividida en quatre illes principals. Les característiques geogràfiques del territori van ser batejades amb organitzacions comunistes, esdeveniments i personalitats. Amb referència a Terra del Nord, Uixàkov va escriure:
| « | He vist la península Txukotka, l'illa Wrangel, visitada dues vegades abans, Nóvaia Zemlià, i he vist la terra de Franz Josef amb el cel esmaltat i penya-segats blaus, manantials glacials, però en cap lloc vaig veure senyals de vida... | » |

El 1931, el vol polar del Graf Zeppelin va determinar que com a mínim allà hi havia dues illes. Estudis posteriors derivats de l'expedició de Nikolai Urvantsev i Gueorgui Uixàkov (1931-1933) van mostrar que la Terra del Nord encara es trobava més dividida en diferents illes, i fou durant aquesta expedició que es va fer el primer mapa detallat de l'arxipèlag. Les illes foren estudiades posteriorment per un equip de geòlegs del NIIGA (l'Institut de Recerca Científica de Geologia Àrtica) a Sant Petersburg, comandats per B. Kh. Eguiazarov de 1948 a 1954, que en van realitzar un mapa geològic conjunt.
Encara que els comunistes alemanys havien sofert sota el Tercer Reich, el sentiment antialemany causat per la Segona Guerra Mundial de 1941–1945 a l'URSS, algunes característiques de Sèvernaia Zemlià que abans havien estat batejades en solidaritat amb el comunisme alemany van rebre noms russos o cridaners, i així el cap Unslicht es converteix en Mis Pesxani i Proliv Iungxturm es va convertir en l'estret de Iuni.
Durant el període de la Guerra Freda, les illes de Terra del Nord van continuar sent estudiades per un equip de geòlegs de NIIGA (l'Institut de Recerca Científica de la Geologia Àrtica) a Sant Petersburg (llavors Leningrad). Entre 1948 i 1954 es va compilar un mapa geològic complet sota B. Kh. Egiazarov. També es van dibuixar mapes més precisos mitjançant dades cartogràfiques recollides a partir de fotografies.
Administrativament, Sèvernaia Zemlià va formar part de l'Ókrug autònom de Taimíria fins que aquest okrug es va fusionar amb el krai de Krasnoiarsk l'1 de gener de 2007. El 2021 pertany al districte dels dolgans i nenets de Taimíria. En l'Assemblea Legislativa del Krai de Kransoiarsk s'ha demanat que es restableixi l'antic nom de Sèvernaia Zemlià com a "Terra de l'Emperador Nicolau II" (rus: Земля Николая II:). No obstant això, aquesta petició ha estat rebutjada de moment.

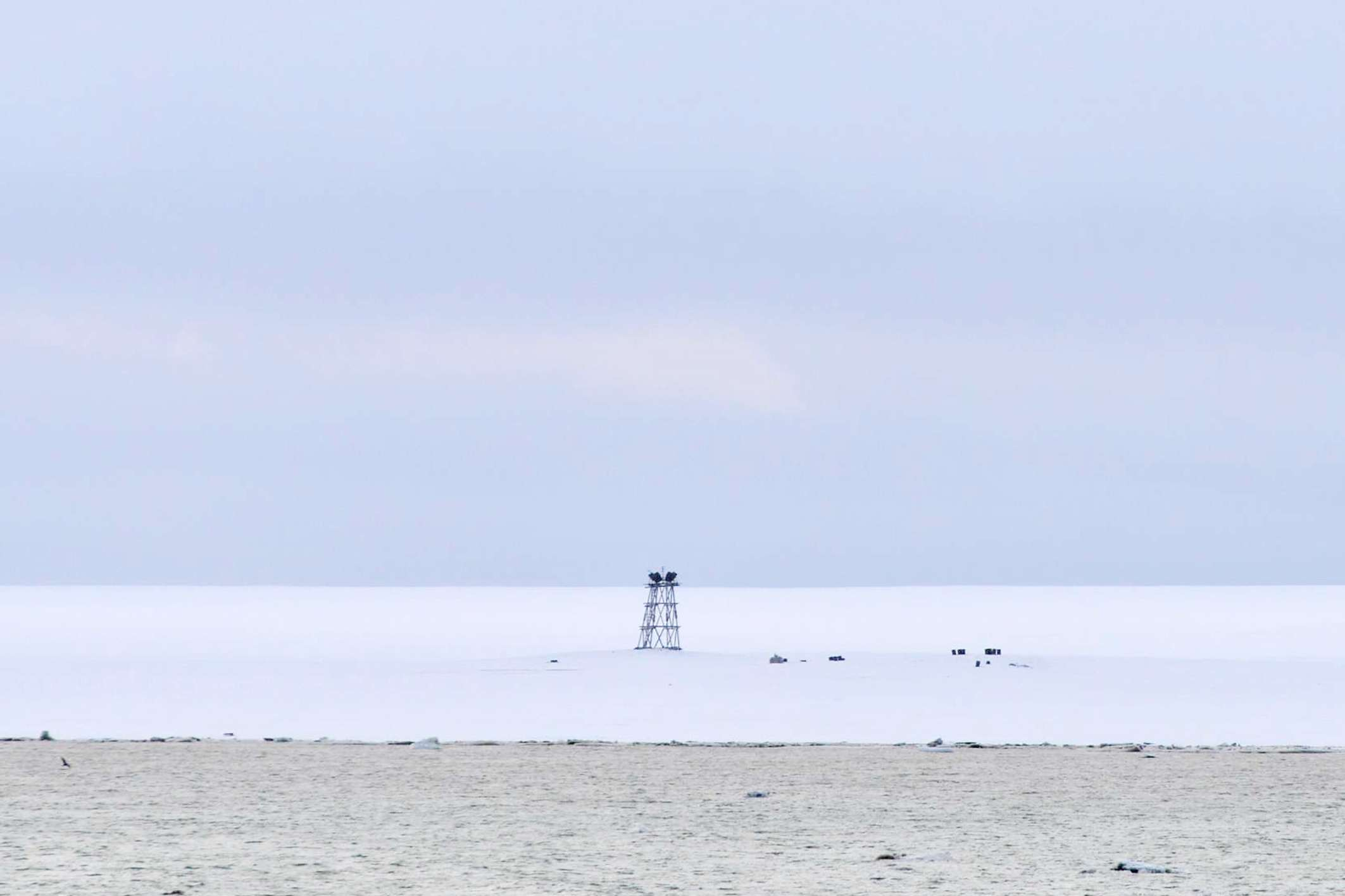
Vista de les restes de l'estació polar russa d'Izluxina abandonada en l'extrem nord de l'illa de Komsomolets
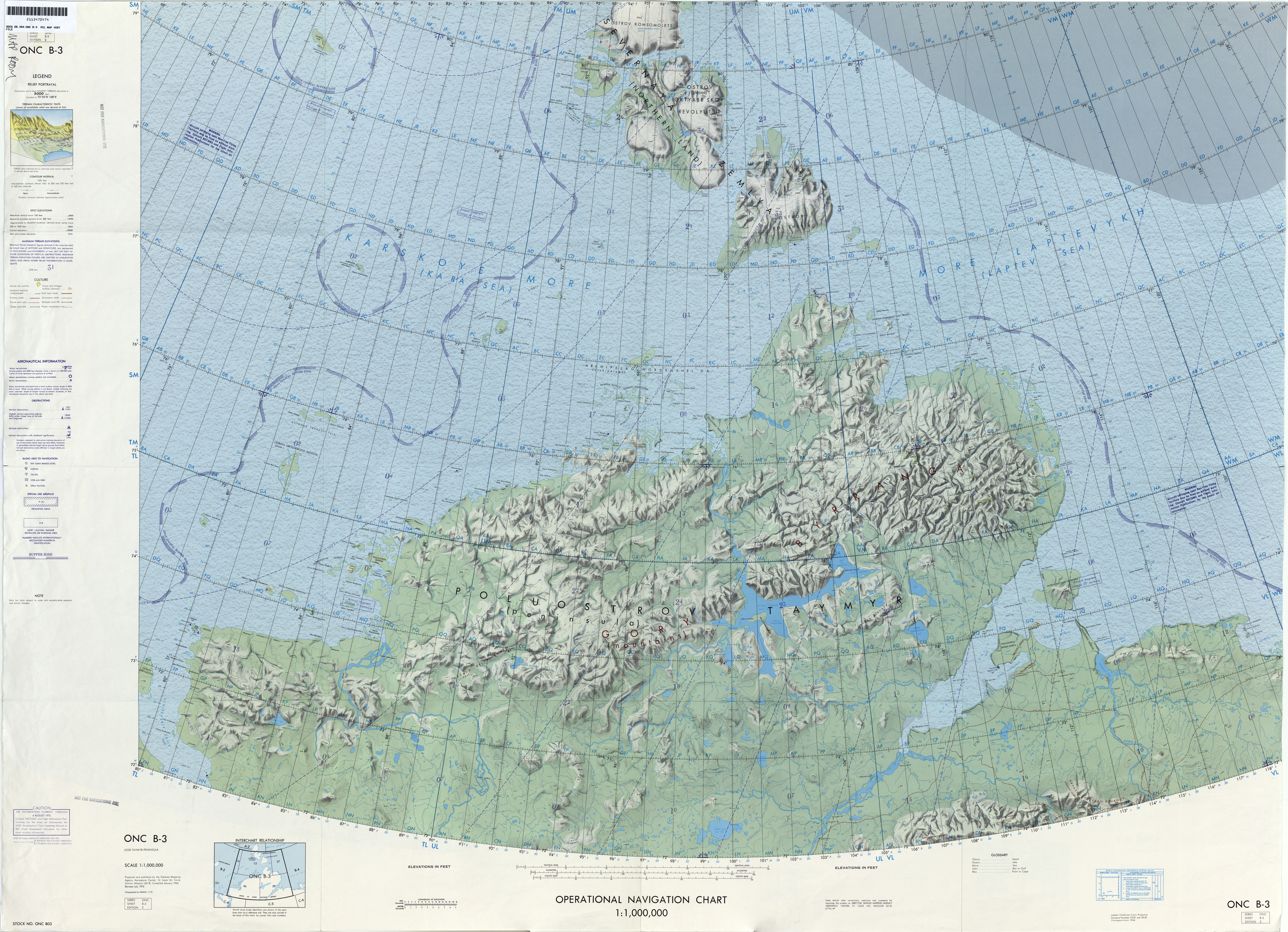
1975 mapa que mostra Sèvernaia Zemlià i la península de Taimir
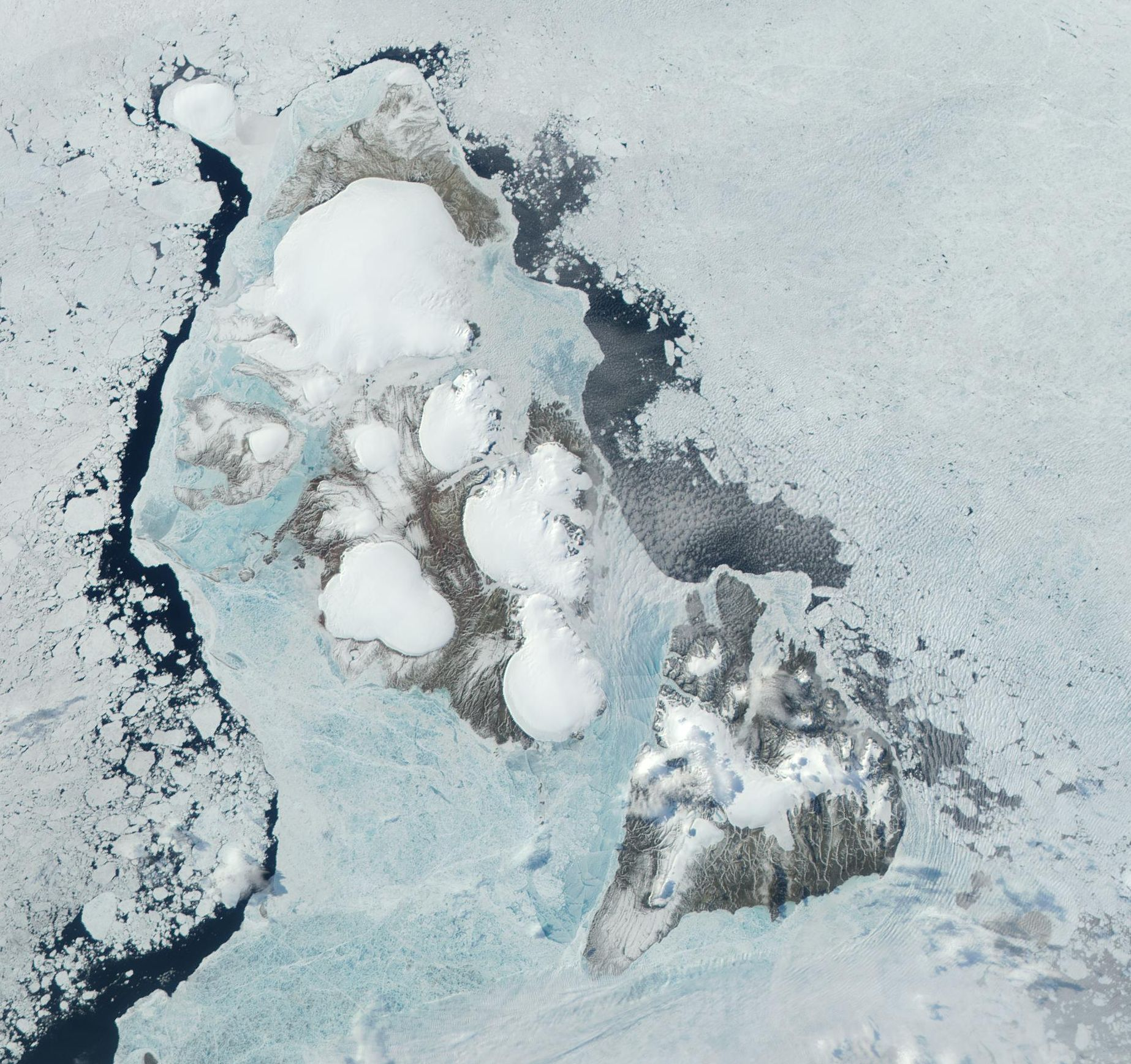
Terra-MODIS imatge de Terra del Nord el 2001

Segons un decret aprovat l'1 de desembre del 2006 per l'extint govern regional de Taimíria, l'arxipèlag de la "Terra del Nord" ha estat reanomenat Zemlià Imperatora Nikolaia II (Земля Императора Николая II), és a dir "Terra de l'Emperador Nicolau II", tornant-li el seu nom primigeni. Per honorar la família imperial assassinada, les diverses illes també s'han reanomenat: "Mali Taimir" seria l'illa del Tsarevitx Aleix; l'illa de la "Revolució d'Octubre", Santa Alexandra; l'illa "Bolxevic", Santa Olga; l'illa "Komsomólets", Santa Maria; l'illa "Pioner", Santa Tatiana; l'illa "Domaixni", Santa Anastàsia.